# Konrad Friedrich Noetel
Konrad Friedrich Noetel (* 30. Oktober 1903 in Posen; † 9. April 1947 in Berlin) war ein deutscher Arrangeur und Komponist.

## Leben
Noetel übersiedelte mit seinen Eltern 1920 nach Dortmund und begann wenig später ein Studium der Rechtswissenschaften, so, wie vor ihm andere Vertreter seiner Familie diesen Beruf gewählt hatten. 1925 endeten diese Studien bereits und nach Erwin Kroll durchlitt er in dieser Zeit „schwere innere Kämpfe und eine gefährliche Krankheit“. Andererseits waren starke familiäre Kontakte zu Musikern vorhanden. So war beispielsweise die Schwester seiner Großmutter, Mathilde Wendt – Ehefrau von Gustav Wendt –, mit der Familie Furtwänglers verwandt, die als Schülerin Clara Schumanns in Karlsruhe gewisse Berühmtheit erlangt hatte. Er wechselte 1927 zu Klavier, Tonsatz und Musikgeschichte an das Königsberger Konservatorium. Parallel arbeitete er in dieser Zeit auch für den Rundfunk. Weitere Studien folgten ab den frühen 1930er Jahren in Komposition bei Paul Hindemith. Bei Hindemith fand er die Anerkennung eines  „Gleichstrebenden, [der ihn] seines Umgangs und seiner besonderen Unterweisung würdigte.“: 26
Nach dem Zweiten Weltkrieg wurde er Professor für Komposition an der Berliner Musikhochschule. Noetel starb im April 1947 bei einem Verkehrsunfall in seinem 44. Lebensjahr. Der Violinist Siegfried Borries hielt seine Trauerrede.
Sein Tod fiel in eine Zeit, in der unabhängig von dem Ausbluten der deutschen Musiklandschaft durch den Zweiten Weltkrieg weitere Vertreter der Avantgarde wie Hugo Distler, Helmut Bräutigam, Edmund von Borck und Leo Justinus Kauffmann abgegangen waren. Noetel, so sind sich die Kritiker einig, stand mit seinem relativ jungen Lebensalter noch vor seiner großen Karriere.

## Schüler
- Max Baumann
- Günter Kochan

## Werkverzeichnis

### Chorwerke
- Drei Frauenchöre, Lobeda-Singebuch für Frauenchor. Hanseatische Verlagsanstalt, 1936

- Dass dein Herz fest sei, ein Zyklus für gemischten Chor (nach Hermann Claudius). Kistner und Siegel, 1936

- Zwei Zeitlieder, Sätze für dreistimmigen Chor, Instrumente ad lib. Litolff, 1938
- Sechs Chöre, Der Landchor. Kistner und Siegel, 1938
- Fünf Tageslieder, für vierstimmigen gemischten Chor. Kistner und Siegel, 1939
- Chöre im Geselligen Chorbuch II, Bärenreiter, 1941
- Chorzyklen: 5 Scherzlieder nach Texten von Matthias Claudius, Grünabdruck bei Kistner und Siegel, 1941

### Kantaten
- Die Lebensalter, 1932
- Christoph Columbus, 1933, Dauer 1 ½ Stunden
- Kleine geistliche Kantate, o. J.
- Lob der Freude, 1937
- Die Wanderung, 1938
- Bauernkantate, o. J.
- Landsknechtkantate, o. J.
- Unser Land, 1939

### Lieder mit Klavierbegleitung
- Liedsätze und Klaviersätze zu fremden Liedern, 1946/47
- Eigene Lieder, 1946

### Klaviermusik
- Fünf kleine Stücke, Bärenreiter, 1935
- Variationen für Klavier, Bärenreiter, 1936
- Klaviersonate in d, Bärenreiter, 1942
- Klaviersonate in G, Willi Müller, 1946 (i. V.)

### Kammermusik
- Streichquartett, Schott, 1938
- Kleine Suite für Streichquartett, Hinnenthal, 1939
- Trio für Violine, Violoncello und Klavier, Müller, o. J.
- Kleine Musik für Streichquartett, Schott, 1942
- Sonate für Violine und Klavier, Müller, 1943
- Sonate für Cello und Klavier, Bärenreiter, 1941
- Sonate für Flöte und Klavier, Bärenreiter, 1942
- Suite für Blockflöte und Klavier, Hinnethal, o. J.
- Suite für Cello und Klavier, Hinnethal, 1945
- Streichtrio, Müller, 1946
- Sonatine für Violine und Klavier, Müller, 1946

### Orchestermusik
- Stück für Streicher ‘Pro Musica‘, Hansen (Kopenhagen), 1932
- Suite für Kammerorchester, 1934
- Introduction und Rondo concertante für grosses Orchester, Müller, o. J.
- Concertino für Flöte, Violine und Streichorchester, Bärenreiter, 1942
- Konzertmusik für Streichorchester, Bärenreiter, 1944
- Konzert für Flöte, Oboe und Streichorchester, Müller, 1947
- Sinfonie, Manuskript (posthum)
- Orchestersuite, Manuskript (unvollendet)

### Handwerkslehre
- Werklehre, Einführung in die Gestaltung instrumentaler Formen, in: Hohe Schule der Musik, hrsg. von Müller-Blattau / Band 1, Potsdam 1935, Seite 456–502